# Aberdonia Cars

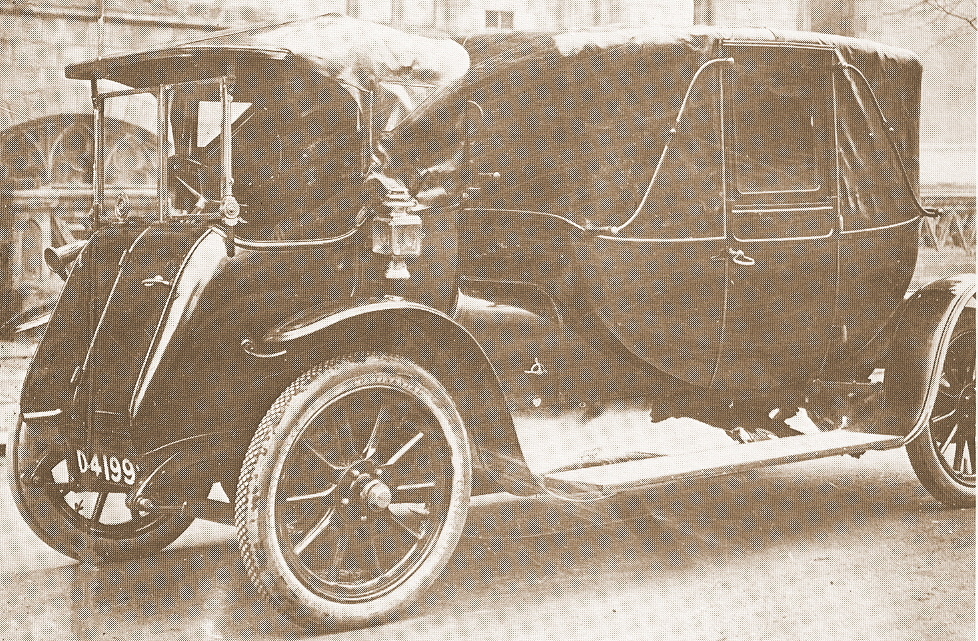
Aberdonia 16/20 hp Landauer (1912)

Die Aberdonia Cars Ltd. war ein britischer Hersteller von Automobilen.

## Unternehmensgeschichte
Das Unternehmen aus dem Londoner Stadtteil Shepherd’s Bush begann 1911 oder 1912 mit der Produktion von Automobilen. Der Markenname lautete Aberdonia. 1915 endete die Produktion.

## Fahrzeuge
Im Angebot stand nur ein Modell. Der 16/20 HP hatte, wie der zeitgenössische Austin 20 HP, einen Vierzylinder-Reihenmotor mit seitlich stehenden Ventilen. Aus 89 mm Bohrung und 127 mm Hub ergaben sich 3161 cm³ Hubraum. Die Karosserien fertigte der Karosseriehersteller Brown, Hughes & Strachan aus Park Royal. Zur Wahl standen eine siebensitzige Tourenwagenkarosserie für 500 Pfund und ein Spezial-Landaulet für 700 Pfund.

## Modelle
| Modell   | Bauzeitraum | Zylinder | Hubraum  | Radstand | Quelle |
| -------- | ----------- | -------- | -------- | -------- | ------ |
| 16/20 HP | 1912–1915   | 4 Reihe  | 3161 cm³ | 3048 mm  | [ 3 ]  |